# Platamops gounellei
Platamops gounellei es una especie de coleóptero de la familia Salpingidae.

## Distribución geográfica
Habita en Brasil.